# 博奥隧道
博奥隧道为位于杭州钱塘江的一条过江隧道，位于钱江三桥和庆春路过江隧道之间。隧道规划设计双向四车道，设计时速60公里，建成后从钱江新城到杭州奥体博览城只需3分钟。工程于2017年7月正式动工，2018年3月进入主体施工阶段，2018年6月西线“拥江号”盾构机顺利下线；2019年3月东线“亚运号”盾构机始发，工程进入双线施工阶段；2019年12月实现西线贯通，2021年8月28日开通。

## 概要

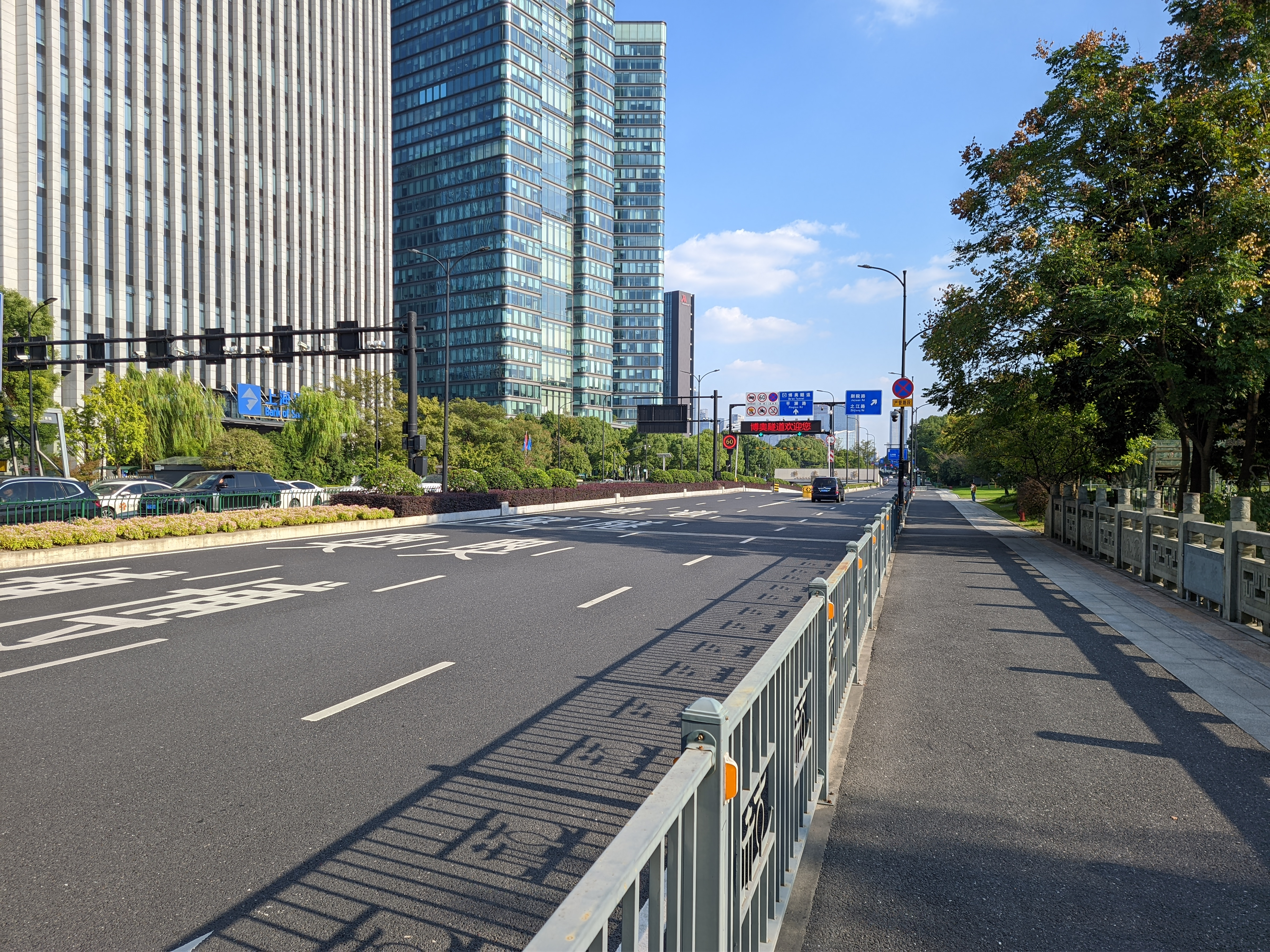
博奥隧道主城入口

博奥隧道位于钱江三桥和庆春路过江隧道之间，南北各设一个出入口。其中，北出口位于钱江新城新业路与富春路交叉口，也就是杭州大剧院附近。南面的出口在钱江世纪城博奥路与平澜路交叉口。
隧道配备双向四车道，设计行车速度60公里/小时，最快只需要3分钟的时间，就可以从江这边到达江那边，是钱江新城连接江南副城钱江世纪城最便捷的通道。博奥隧道项目总投资约14.29亿元，由市钱江新城建设管委会和钱江世纪城管委会共同出资。